# Fiki
Fikret Tunçer Fikret (Sjoemen, 3 maart 1995), beter bekend als Fiki (Bulgaars: Фики), is een Bulgaarse zanger van Romani afkomst. Hij is de zoon van de bekende zanger Toni Storaro.

## Biografie
Fiki is op 3 maart 1995 in Sjoemen, in het noordoosten van Bulgarije, geboren. Zijn ouders zijn Toni Storaro en Valja Ali. Hij heeft een jongere broer genaamd Emrah. 

## Carrière
Zijn eerste eigen lied was een duet met zijn vader Toni Storaro. Het nummer had de naam "Kazji mi kato mazh" ("Vertel me net een man") (in het Bulgaars: "Кажи ми като мъж"). Begin oktober 2013 bracht hij nog een nieuw nummer uit - "Koj" (in het Bulgaars "Кой") met Galena. Kort daarna tekende Fiki een contract met het bedrijf Payner en werd onderdeel van het muziekbedrijf. 
Het eerste solo-nummer werd uitgebracht op 30 april 2014 met de titel "Besje Obitsj" (in het Bulgaars: "Беше обич"). Het titelnummer stond in mei bovenaan de Bulgaarse hitlijst "Planet Top 20". Begin zomer 2014 bracht hij het lied "Stiga" (Nederlands: "Genoeg") uit. In oktober 2014 was hij te zien in een lied van Tsvetelina Janeva getiteld "Strach Me e" (in het Bulgaars: "Страх ме е"). In dezelfde maand bracht hij de video uit voor een tweede duet met Galena genaamd "Bozje, Prosti" (in het Bulgaars "Боже, прости"). Op 24 november 2014 bracht Fiki een nieuwe single "Gore-Doloe" uit (in het Bulgaars: "Горе-долу") met zangeres Preslava. De vervolgnummers voor het kerst- en nieuwjaarsseizoen waren "Zajdi, Zajdi" ("Зайди, зайди") en "Jano, mori" ("Яно, мори").
In 2015 was hij te zien in de videoclip van de Bulgaarse zangeres Kristiana genaamd Moj Dokraj (Nederlands: Mijn drone). Op 20 april 2015 bracht hij het nummer "Doesja" ("Душа") uit en in de vroege zomer van dat jaar "Boem". Hij was ook te zien in een nummer van de Bulgaarse zangeres Andrea in "Sex Za Den" (Nederland: "Seks voor een dag"). Op 3 juli 2015 werkte hij samen met Azis in de gezamenlijke release van het nummer "Blokiran" ("Блокиран"), gevolgd door zijn eigen single "Zjelezen" ("Железен") in september 2015.
In het jaar 2015 bracht hij zijn (Engelstalige) debuutalbum "Is This Love" uit, met extra nummers "Ti si mi sarceto" (Nederland: "Jij bent mijn hart") en "Tuk sam" ("Ik ben hier").
In september 2017 bracht hij "Pate" (Nederlands: "Kleine eend") en het nummer "Ако искаш" (Nederlands: "Als je wil") uit.

## Privé
Eind 2017 trouwde Fiki met zijn vriendin Gülcan (Bulgaars: Гюлджан). In februari 2018 werd hij vader van een zoon.  

## Discografie
- 2016 – Is This Love

### Videos / Songs
- "Besje Obich" ("Беше обич")
- "Stiga" ("Стига")
- "Doesja" ("Душа")
- "Boem" ("Бум")
- "Zjelezen" ("Железен")
- "Dzjale, Dzjale" ("Джале, джале")
- "Vertoleta" ("Вертолета")
- "Is This Love"
- "Ako iskasj" ("Ако искаш")
- "Pate" ("Пате")
- "Az izmraznach" ("Аз измръзнах")

Duet
- "Kazji mi kato mazj" ("Кажи ми като мъж" (Fiki met Toni Storaro)
- "Koj" ("Кой") (Galena met Fiki)
- "Bozje, Prosti" ("Боже, прости") (Galena met Fiki)
- "Gore-Doloe" ("Горе–долу") (Fiki met Preslava)
- "Blokiran" ("Блокиран") (Fiki met Azis)
- "S teb ili s nikoj" ("С теб или с никой") (Preslava en Fiki)
- "S drug me barkas" ("С друг ме бъркаш") (Fiki met Galena)
- "Izneverisj li mi" ("Изневериш ли ми") (Fiki en Galena)
- "Po moezjki" ("По мъжки") (Fiki en Haktan)